# Ytri-Rangá
Ytri-Rangá – rzeka w południowej Islandii, o długości 55 km. Jej źródła znajdują się na północ od wulkanu Hekla, gdzie wypływa w kilku miejscach z pola lawowego. W pobliżu jej odcinka źródłego przepływa rzeka Þjórsá. Ytri-Rangá płynie w kierunku południowo-zachodnim aż do połączenia z rzeką Þverá. Wspólnie tworzą odcinek ujściowy zwany Hólsá.
W kilku miejscach na rzece znaleźć można wodospady, m.in. Fossabrekkur, Gutlfoss, Árbæjarfoss i Ægissíðufoss.
W dolnym biegu rzeki położone jest miasto Hella, przez które przebiega droga krajowa nr 1. Poniżej miasta przyjmuje swój jedyny znaczący lewy dopływ Hróarslækur.
Rzeka położona jest w całości na terenie gminy Rangárþing ytra.
Rzeka Ytri-Rangá, podobnie jak biegnąca równolegle Eystri-Rangá, stanowi jedno z najbardziej popularnych łowisk łososia na wyspie.